# Mavka
Mavka — український гурт, у музиці якого етнічні народні мотиви поєднано з електронікою, ембієнтом та даунтемпо.

## Історія
Групу було створено у 2013 році акторкою Іриною Лазер (Скрипникова) (вокалістка, композитор, виконавець) та композитором Олексієм Мікрюковим під назвою Crossworlds. Працюючи та обмінюючись матеріалом винятково в інтернеті, 2014 року вони випустили міні-альбом «Ivana Kupala Night».
2015 року музиканти записали LP «Day and Night». Ірина почала давати сольні концерти, на яких за допомогою луп-станції, голосових ефекторів та синтезаторів створювала багатоголосні композиції українською та вигаданою «русалчиною» мовою. Згодом до гурту приєднується інший учасник, а назву гурту змінюють на  «Mavka» — за іменем персонажів зі стародавньої української міфології — мавок.
У 2016 році гурт дав низку концертів та виступив на декількох фестивалях, серед яких ГогольFest та День вуличної музики. Група також відіграла лайв на студії Hi5.
У 2017 році композиція «Night Shadow» стала саундтреком фільму «Казка про гроші», а на початку осені був опублікований знятий у стилістиці стрічки кліп на цю пісню. У фільмі звучать і написані групою пісні «Птичка» та «Єврейська колискова». Учасники гурту долучилися до запису для кіно хорового виконання народних пісень та колядок і зіграли в фільмі епізодичні ролі співаків. У стрічці лунають також церковні наспіви, створені вокалісткою гурту.
У 2018 році гурт почав співпрацю з дитячим хором «Dyvo» (диригентка Тетяна Надолінська). Разом вони створили етно-електронні обробки українських народних пісень, а також авторських композицій. Спільний концерт гурту та хору «Dyvo» під назвою «Хороводи під зірками» відбувся 27 травня у Київському планетарії.
У 2018 році Ірина Лазер записала вокальні партії для вінілової LP платівки гурту King Imagine «Femininho» і взяла участь у її презентації 13 жовтня в клубі Х. Л. А. М.
25 грудня 2018 року група презентувала Різдвяну програму «Колядки на лупері» в Майстер класі, ідея якої полягала у тому, що вокалістка сама створювала багатоголосні колядки за допомогою луп-станції.
У серпні 2019 року гурт здійснив повторний реліз альбому «Day and Night», уперше виданого в 2015 році ще зі старою назвою групи — Crossworlds.
У 2019 році гурт написав власну версію пісні «Гей, соколи» для документального фільму «Рубіж. Грубешівська операція», прем'єра якого відбулася 28 травня на кінофестивалі Молодість.
У червні 2019 року створив музику до хореографічного дослідження «Folkstrance» німецької танцюристки Веронік Ланглотт. Презентація перформансу відбулася 1 липня в культурній платформі Ізоляція.
Музика групи використовується у театральних постановках: вистави «Саша, винеси сміття» (Київський академічний Молодий театр, 2017) та «Дім» ((Київський академічний театр драми і комедії на лівому березі Дніпра, 2021) режисерки Тамари Трунової, «The People Are Singing» (Royal Exchange Theatre, 2017). Для вистави «Дім» гурт не лише написав музичне рішення, а й втілює його на сцені. Вокалістка гурту Ірина Лазер також бере участь як актриса та виконує пісні у щорічній виставі-реквіємі Стаса Жиркова «І створив собі кумира» театру «Золоті ворота», присвяченій вшануванню пам'яті жертв голодоморів.
У 2020 році гурт написав низку пісень для документального фільму «Депортація 44-46», прем'єра якого запланована на осінь 2021 року.
6 січня 2021 року гурт випустив альбом колядок «Spy», у якому обробив старовинні українські колядки в нетрадиційному стилі з залученням електроніки та дисгармонійного багатоголосся.
15 березня 2021 року гурт випустив власну обробку стародавньої пісні «Гей, соколи», створеної для документального фільму «Рубіж. Грубешівська операція».

## Дискографія

### Mavka
- 2019: Day and Night (LP, повторний реліз)
- 2021: Spy (альбом)
- 2021: Гей, соколи (сингл)
- 2022: Gagilka. Die Verwandlung (альбом)
- 2022: Koza (сингл)
- 2023: Rusalii (міні-опера)
- 2024: Кугутання (сингл, за участю виконавця maxandruh)

### Crossworlds (2013—2015)
Працюючи під назвою Crossworlds у 2013—2015 роках група самостійно, без співпраці з лейблами, випустила два альбоми. Пізніше записи без дозволу гурту були поширені на основних стрімінгових платформах. У січні 2020 року після скарги музикантів піратські релізи було видалено. Доступ до альбомів відкрито лише на офіційній сторінці гурту в Bandcamp:
- 2014: Ivana Kupala Night (EP)
- 2015: Day and Night (LP)

## Стиль та мови
Більшість пісень гурту написані українською. Деякі з них є обробками українських народних пісень, а інші — оригінальні сучасні композиції. Гурт також працює над створенням альбому, написаного вигаданою глосолалією «русалки», як її називає солістка групи.